# Gieno

Ubicación de Gieno en la Cólquida.

Gieno (en griego, Γυηνός) era el nombre de una antigua ciudad griega ubicada en la Cólquide, actualmente en territorio de Georgia, en la costa este del Mar Negro. 
El Periplo de Pseudo Escílax la ubica entre las ciudades de Dioscuríade y Fasis, y precisa que tanto Fasis como Gieno habían sido fundadas por griegos. Muy probablemente Gieno es la misma ciudad que Pomponio Mela y Plinio el Viejo citan con el nombre de Cigno.
Se localiza cerca de la actual Ochamchire, al noroeste de Georgia.